# Diana Žiliūtė
Diana Žiliūtė (Rietavas, 28 de maio de 1976) é uma ex-ciclista lituana que competiu no ciclismo nos Jogos Olímpicos de Verão de 1996 e 2000, representando a Lituânia. Ganhou a medalha de bronze em 2000 na prova de estrada individual feminina.